# 雷氏德医学研究院

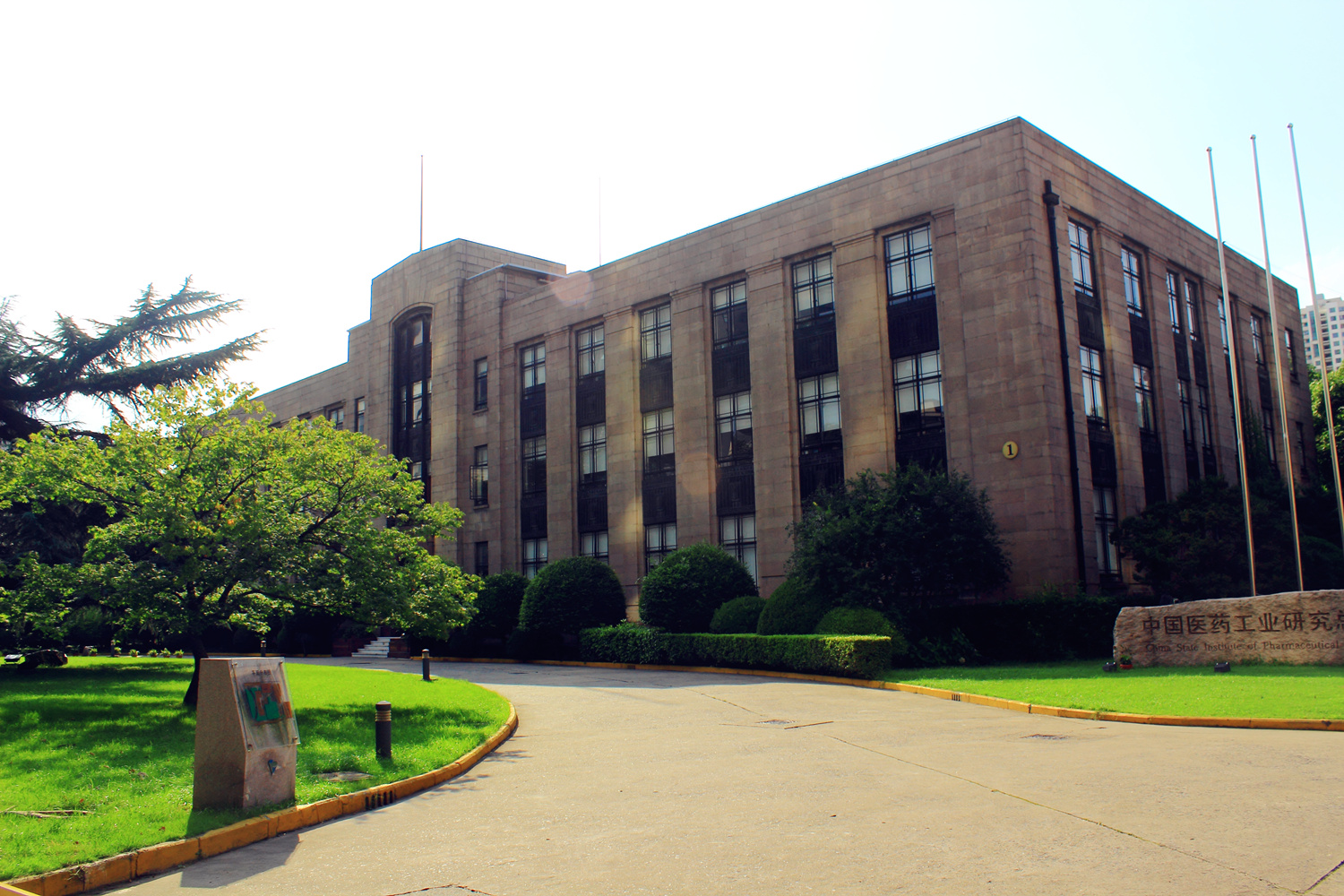

雷氏德医学研究院（英語：Henry Lester Institute of Medical Research and Preventive Medicine）又稱雷士德医学院，是二十世纪上半叶设于中国上海的一个医学研究机构。
雷士德医学研究院系根据在1926年去世的英国旅沪建筑师、地产商和慈善家亨利·雷士德（1840-1926）的遗嘱，成立于1932年。地址位于上海公共租界西区的爱文义路（今北京西路）1314-1320号，介于小沙渡路（西康路）与哈同路（铜仁路）之间。大楼三层，由雷士德的英商德和洋行设计，建筑面积9252平方米，采用现代主义建筑风格、立面对称，竖向构图。研究院设有生理学部和病理科学部，另有临床部设于仁济医院。首任院长安尔。
1954年，上海市政府接管雷士德医学研究院，将其移交给轻工业部工业试验所。1957年，改名上海医药工业研究院。21世纪又和上海交通大学共建上海交通大学药学院。
1994年，雷士德医学研究院舊址被上海市人民政府列为第二批上海市优秀历史建筑。2024年6月，雷士德医学院旧址完成修缮。2025年7月8日，雷士德医学院旧址的附属绿地雷士德花园對外開放。